# Fosco Becattini
Pour les articles homonymes, voir Becattini.
Fosco Becattini, né le 16 mars 1925 à Sestri Levante et mort le 14 décembre 2016, est un footballeur international italien qui évolue au poste de défenseur.

## Biographie
Fosco Becattini réalise l'intégralité de sa carrière professionnelle avec le club du Genoa CFC. Avec cette équipe, il dispute en seize saisons 425 matchs en championnat, dont 339 rencontres en Serie A.
Il s'agit du deuxième joueur du Genoa le plus capé, derrière Gennaro Ruotolo et ses 444 matchs.
En 1949, il est sélectionné à deux reprises avec l'équipe d'Italie. Tout d'abord en amical contre l'Espagne (victoire 1-3), puis contre la Hongrie (score 1-1) pour la Coupe internationale 1948-1953.

## Palmarès
- Champion de Serie B en 1953 avec le Genoa CFC